# 東北二王
王宗（1957年8月3日—1983年9月18日）和王宗玮（1954年11月16日—1983年9月18日），俗称二王或東北二王，是出生于辽宁省沈阳市的一对中華人民共和国兄弟和连环杀手。他們的犯罪行為又被稱為东北“二王”特大杀人案。1983年，中华人民共和国公安部将他们列入通缉名单，这是中华人民共和国自建立以来第一次向公众张贴通缉令。1983年9月，他们在与军方的一次枪战中被击毙。东北二王事件是导致八三严打的导火索之一。

## 事迹
王宗曾是一名军人，1976年在监狱里偷了一把枪。1983年2月12日，他们在沈阳抢劫中国人民解放军第四六三医院，殺死4人並逃跑，這是他們犯下的第一起谋杀案。1983年2月12日至9月18日，中華人民共和国當局在全国范围内对他们进行追捕。
二王在逃亡至湖南、湖北、江苏等地時又用枪支和手榴弹杀伤追捕的警察和士兵，共造成9死9伤。

## 死亡
二王最终在江西广昌与武警部队的交火中被击毙。
文學作品：
- ＜ 追捕二王 >（ 電視劇 )

- ＜ 東北二王 > （ 連橫畫 )